# Feyenoord in het seizoen 2005/06
Hier staan alle statistieken van Feyenoord tijdens het seizoen 2005-2006.

## Wedstrijden

### Eredivisie
| Thuis            | Uitslag | Uit              | Doelpuntenmakers Feyenoord | Bijzonderheden |
| ---------------- | ------- | ---------------- | --- | -------------- |
| Feyenoord        | 2 - 0   | NAC Breda        | - 1 - 0 Pardo, 24e minuut - 2 - 0 Kuyt, 70e minuut | -              |
| Sparta Rotterdam | 1 - 3   | Feyenoord        | - 1 - 1 Kuyt, 45e minuut - 1 - 2 Pardo, 53e minuut - 1 - 3 Ghaly, 57e minuut | -              |
| Ajax             | 1 - 2   | Feyenoord        | - 0 - 1 Kalou, 16e minuut - 0 - 2 Kuyt, 47e minuut | -              |
| Feyenoord        | 3 - 0   | N.E.C.           | - 1 - 0 Kalou, 36e minuut - 2 - 0 Pardo, 72e minuut - 3 - 0 Castelen, 90e minuut | -              |
| Feyenoord        | 5 - 1   | SC Heerenveen    | - 1 - 1 Kuyt, 55e minuut - 2 - 1 Bahia, 66e minuut - 3 - 1 Kuyt, 71e minuut - 4 - 1 Paauwe, 75e minuut - 5 - 1 Kalou (P), 90e minuut P                                                          | -              |
| FC Twente        | 1 - 3   | Feyenoord        | - 0 - 1 Castelen, 26e minuut - 0 - 2 Castelen, 46e minuut - 1 - 3 Kuyt, 90e minuut | -              |
| FC Utrecht       | 3 - 1   | Feyenoord        | - 1 - 1 Keller (ED), 39e minuut | -              |
| Feyenoord        | 4 - 1   | FC Groningen     | - 1 - 1 Boussabon, 52e minuut - 2 - 1 Kuyt, 65e minuut - 3 - 1 Kalou, 72e minuut - 4 - 1 Ghaly, 89e minuut                                                                                      | -              |
| RKC Waalwijk     | 2 - 1   | Feyenoord        | - 1 - 1 Castelen, 79e minuut | -              |
| Willem II        | 1 - 3   | Feyenoord        | - 0 - 1 De Guzman, 9e minuut - 0 - 2 Castelen, 21e minuut - 0 - 3 Paauwe, 61e minuut | -              |
| Feyenoord        | 0 - 0   | Vitesse          | - |                |
| Roda JC          | 2 - 3   | Feyenoord        | - 0 - 1 Kuyt, 25e minuut - 1 - 2 Bahia, 32e minuut - 2 - 3 Biseswar, 79e minuut | -              |
| Feyenoord        | 7 - 1   | Heracles Almelo  | - 1 - 0 Boussabon, 8e minuut - 2 - 0 Greene, 18e minuut - 3 - 0 Kalou, 34e minuut - 4 - 0 Boussabon, 58e minuut - 5 - 0 Kuyt, 77e minuut - 6 - 0 Kuyt, 82e minuut - 7 - 1 De Guzman, 90e minuut | -              |
| RBC Roosendaal   | 2 - 2   | Feyenoord        | - 2 - 1 Pardo, 21e minuut - 2 - 2 De Guzman, 73e minuut | -              |
| Feyenoord        | 1 - 0   | PSV              | - 1 - 0 Kuyt, 7e minuut | -              |
| ADO Den Haag     | 2 - 1   | Feyenoord        | - 1 - 1 Kalou, 67e minuut | -              |
| Feyenoord        | 2 - 0   | AZ               | - 1 - 0 Paauwe, 2e minuut - 2 - 0 De Guzman, 8e minuut | -              |
| Feyenoord        | 6 - 1   | Willem II        | - 1 - 0 Kuyt, 45e minuut - 2 - 0 Pardo, 49e minuut - 3 - 0 Kalou, 60e minuut - 4 - 1 Kalou, 68e minuut - 5 - 1 Kuyt, 74e minuut - 6 - 1 Kuyt, 78e minuut                                        | -              |
| Vitesse          | 0 - 1   | Feyenoord        | - 0 - 1 Bahia, 28e minuut | -              |
| Feyenoord        | 0 - 0   | Roda JC          | | -              |
| Heracles Almelo  | 0 - 4   | Feyenoord        | - 0 - 1 Kalou, 25e minuut - 0 - 2 Kuyt, 36e minuut - 0 - 3 Castelen, 39e minuut - 0 - 4 Paauwe, 75e minuut                                                                                      | -              |
| Feyenoord        | 3 - 2   | Ajax             | - 1 - 0 Hofs, 21e minuut - 2 - 1 Castelen, 45e minuut - 3 - 1 Kuyt, 47e minuut | -              |
| N.E.C.           | 1 - 2   | Feyenoord        | - 1 - 1 Kuyt, 83e minuut - 1 - 2 Kuyt, 90e minuut | -              |
| NAC Breda        | 3 - 3   | Feyenoord        | - 0 - 1 Kalou, 7e minuut - 1 - 2 Kalou, 35e minuut - 1 - 3 Castelen, 71e minuut | -              |
| Feyenoord        | 4 - 0   | Sparta Rotterdam | - 1 - 0 Hofs, 27e minuut - 2 - 0 Hofs, 36e minuut - 3 - 0 Kuyt, 51e minuut - 4 - 0 Boussabon, 88e minuut                                                                                        | -              |
| FC Groningen     | 1 - 1   | Feyenoord        | - 1 - 1 Van Hooijdonk, 71e minuut | -              |
| Feyenoord        | 3 - 0   | FC Utrecht       | - 1 - 0 Kalou, 40e minuut - 2 - 0 Kuyt, 49e minuut - 3 - 0 Kalou, 88e minuut | -              |
| Feyenoord        | 1 - 1   | RKC Waalwijk     | - 1 - 0 Van Diemen (ED), 33e minuut | -              |
| AZ               | 1 - 0   | Feyenoord        | | -              |
| Feyenoord        | 0 - 2   | ADO Den Haag     | | -              |
| Feyenoord        | 4 - 2   | FC Twente        | - 1 - 0 Kuyt, 5e minuut - 2 - 0 Kuyt (P), 23e minuut - 3 - 2 Kuyt, 60e minuut - 4 - 2 Kalou, 65e minuut                                                                                         | -              |
| SC Heerenveen    | 1 - 1   | Feyenoord        | - 1 - 1 Van Hooijdonk, 79e minuut | -              |
| PSV              | 1 - 1   | Feyenoord        | - 0 - 1 Castelen, 51e minuut | -              |

### UEFA Cup
| Thuis           | Uitslag | Uit             | Doelpuntenmakers Feyenoord | Bijzonderheden                                    |
| --------------- | ------- | --------------- | -------------------------- | ------------------------------------------------- |
| Feyenoord       | 1 - 1   | Rapid Boekarest | - 1 - 0 Kuyt, 39e minuut   | Geen publiek ivm. straf n.a.v. rellen in Lissabon |
| Rapid Boekarest | 1 - 0   | Feyenoord       |                            | -                                                 |

### KNVB beker
| Thuis   | Uitslag | Uit       | Doelpuntenmakers Feyenoord | Bijzonderheden |
| ------- | ------- | --------- | -------------------------- | -------------- |
| Roda JC | 1 - 0   | Feyenoord |                            | -              |

### Eredivisie Play-Offs
| Thuis     | Uitslag | Uit       | Doelpuntenmakers Feyenoord                        | Bijzonderheden |
| --------- | ------- | --------- | ------------------------------------------------- | -------------- |
| Ajax      | 3 - 0   | Feyenoord |                                                   | -              |
| Feyenoord | 2 - 4   | Ajax      | - 1 - 3 Kuyt, 57e minuut - 2 - 4 Kuyt, 87e minuut | -              |

## Selectie 2005/06
Keepers
- Maikel Aerts
- Sherif Ekramy
- Patrick Lodewijks

Verdedigers
- André Bahia
- Ivan Bandalovski
- Serginho Greene
- Christian Gyan
- Alexander Östlund
- Patrick Paauwe
- Karim Saïdi
- Ferne Snoyl

Middenvelders
- Pascal Bosschaart
- Edwin de Graaf
- Timothy Derijck
- Hossam Ghaly
- Nick Hofs
- Patrick Mtiliga
- Shinji Ono
- Sebastian Pardo
- Alfred Schreuder

Aanvallers
- Ali Boussabon
- Romeo Castelen
- Salomon Kalou
- Dirk Kuijt
- Tim Vincken
- Leonardo Vitor Santiago